# À la manière de Borodine
À la manière de Borodine est une œuvre pour piano de Maurice Ravel, composée en 1912-1913 et publiée en 1914.

## Présentation
La partition de Ravel émane d'une idée de son ami le compositeur Alfredo Casella, déjà auteur en 1911 d'une série de six pastiches musicaux, des « À la manière de... » Wagner, Fauré, Brahms, Debussy, Strauss et Franck. 
Casella propose à Ravel de contribuer dans cet esprit afin de constituer une deuxième série de portraits, et les deux camarades choisissent de nouveaux pastichés. Le recueil publié par A. Z. Mathot en 1914 comprend ainsi quatre pièces : de Ravel, À la manière de Borodine et À la manière d'Emmanuel Chabrier, et de Casella, À la manière de Vincent d'Indy et À la manière de Maurice Ravel (!),.  
La suite complète est créée le 10 décembre 1913 à la salle Pleyel lors d'un concert de la Société musicale indépendante, Alfredo Casella étant au piano.  

## Composition
La partition est vraisemblablement composée à l'été 1912 chez le couple Ida et Cipa Godebski, les dédicataires de l’œuvre, ou dans le courant de l'année 1913.
Comme rappelé par Guy Sacre, ces deux « À la manière de... » sont pour Ravel, mieux que de simples hommages, « des témoignages de reconnaissance envers ses devanciers, une façon de leur rendre avec humour ce qu'il a pu jadis leur emprunter ». À cet égard, l'évocation de Borodine est révélatrice puisque c'est sur une proposition du compositeur français que le groupe des Apaches auquel il appartenait avait adopté comme signe de ralliement le premier thème de la Deuxième symphonie de son homologue russe. 

## Analyse
À la manière de Borodine est sous-titré « valse ». Le morceau est en ré bémol majeur, allegro giusto. Guy Sacre qualifie la pièce de « plus vraie que nature, et dans ses harmonies, ses pédales, sa conduite mélodique, dévoile autant le pasticheur que le modèle... »
François-René Tranchefort y décèle quant à lui une once de tristesse, « un "slavisme" distancié en dépit d'une écriture très dense, richement harmonisée. »
La durée moyenne d'exécution de l’œuvre est d'une minute trente d'environ. 
La pièce porte la référence O 63 no 1 dans le catalogue des œuvres du compositeur établi par le musicologue Marcel Marnat. 

## Discographie
- Maurice Ravel : Complete works for piano solo, par Bertrand Chamayou (piano), Erato, 2016.
- Ravel : Intégrale de la musique pour piano seul, par Steven Osborne (piano), Hyperion Records CDA67731/2, 2011.
- Maurice Ravel : Complete Piano Works, par Jean-Efflam Bavouzet (piano), MDG 6041190, 2004.
- Ravel : L’œuvre pour piano, par Alexandre Tharaud (piano), Harmonia Mundi HMC 901811.12, 2003.
- Ravel : Intégrale de la musique pour piano seul, par Angela Hewitt (piano), Hyperion Records CDA67341/2, 2002.
- Maurice Ravel, À la manière de Borodine, par Jean-Yves Thibaudet (piano), Decca 433515-2[6].

### Ouvrages généraux
- Guy Sacre, La musique pour piano : dictionnaire des compositeurs et des œuvres, vol. II (J-Z), Paris, Robert Laffont, coll. « Bouquins », 1998, 2998 p. (ISBN 978-2-221-08566-0), p. 2220.
- François-René Tranchefort, « Maurice Ravel », dans François-René Tranchefort (dir.), Guide de la musique de piano et de clavecin, Paris, Fayard, coll. « Les Indispensables de la musique », 1987, 867 p. (ISBN 978-2-213-01639-9, OCLC 17967083), p. 607.
- Michel Duchesneau, L'Avant-garde musicale et ses sociétés à Paris de 1871 à 1939, Paris, Éditions Mardaga, 1997, 352 p. (ISBN 2-87009-634-8).

### Monographies
- Christian Goubault, Maurice Ravel : le jardin féerique, Paris, Minerve, 2004, 357 p. (ISBN 2-86931-109-5, BNF 39264179).
- Vladimir Jankélévitch, Ravel, Paris, Seuil, 1956, rééd. 2018 (ISBN 978-2-02-000223-3 et 978-2-7578-7445-5).
- Marcel Marnat, Maurice Ravel, Paris, Fayard, coll. « Indispensables de la musique », 1986, 828 p. (ISBN 2-213-01685-2, BNF 43135722).
- Bénédicte Palaux Simonnet, Maurice Ravel, Paris, Bleu Nuit éditeur, 2019, 176 p. (ISBN 978-2-35884-085-9).

### Écrits
- Maurice Ravel. L’intégrale : Correspondance (1895-1937), écrits et entretiens, édition établie, présentée et annotée par Manuel Cornejo, Paris, Le Passeur Éditeur, 2018, 1776 p.  (ISBN 978-2368905777).